# ПТТ Гласник
ПТТ Гласник је стручно-информативни лист Поште Србије. Први број је штампан 1890. године и то је најстарији компанијски часопис у Србији. Излази месечно.
Деценијама ПТТ Гласник настоји да феномен поште и телекомуникација приближи најширој јавности остајући поуздан информатор и хроничар догађаја у овој области.